# フルアクションドール
フルアクションドールは、1997年よりツクダホビーが発売したアニメやゲームに登場するキャラクターの可動式フィギュアのシリーズ名称。

## 概要
本シリーズは、他社の可動式フィギュアより大き目の1/5サイズの素体を使用しており、頭髪は一部製品を除き植毛され、布製の衣装が組み合わされている。
脚部は関節を持つ内部フレームにPVC製の表皮を被せる二重構造としているため、膝の関節は外部からは見えない。また、脚部の長さを変えることにより、ある程度までの身長差に対応している。

## フルアクションドールの一覧
以下にフルアクションドールシリーズの一覧を示す。デラックス版は衣装が4点付属している。シリーズ末期のものは一部未発売に終わった可能性がある。
吸血姫美夕シリーズは、頭髪が植毛でないなど他の製品とは一部仕様が異っている。
また、アイリスは1/6サイズの素体を使用して身長差を出している。
- AD-01　サクラ大戦　真宮寺さくら（平服）
- AD-02　サクラ大戦　真宮寺さくら（戦闘服）
- AD-03　サクラ大戦　李紅蘭
- AD-04　サクラ大戦　神埼すみれ
- AD-05　サクラ大戦　マリア・タチバナ
- AD-06　サクラ大戦　桐島カンナ
- AD-07　サクラ大戦　アイリス
- AD-08　吸血姫美夕　吸血姫美夕
- AD-09　吸血姫美夕　山野美夕
- AD-10　吸血姫美夕　ラヴァ
- AD-11　吸血姫美夕　井上千里
- AD-12　センチメンタルジャーニー　沢渡ほのか
- AD-13　センチメンタルジャーニー　沢渡ほのか（デラックス）
- AD-14　センチメンタルジャーニー　綾崎若菜
- AD-15　センチメンタルジャーニー　綾崎若菜（デラックス）
- AD-16　センチメンタルジャーニー　杉原奈美
- AD-17　センチメンタルジャーニー　杉原奈美（デラックス）
- AD-18　センチメンタルジャーニー　山本るりか
- AD-19　センチメンタルジャーニー　山本るりか（デラックス）
- AD-20　To Heart　HMX-12 マルチ
- AD-21　To Heart　神岸あかり
- AD-22　To Heart　来栖川芹香
- AD-23　サクラ大戦2　真宮寺さくら
- AD-24　サクラ大戦2　李紅蘭
- AD-25　サクラ大戦2　神埼すみれ
- AD-26　サクラ大戦2　マリア・タチバナ
- AD-27　サクラ大戦2　桐島カンナ
- AD-28　サクラ大戦2　アイリス
- AD-29　サクラ大戦2　ソレッタ・織姫
- AD-30　サクラ大戦2　レニ・ミルヒシュトラーゼ
- AD-31　青の6号　紀之真弓
- AD-32　青の6号　速水鉄
- AD-33　センチメンタルジャーニー　安達妙子
- AD-34　センチメンタルジャーニー　安達妙子（デラックス）
- AD-35　センチメンタルジャーニー　七瀬優
- AD-36　センチメンタルジャーニー　七瀬優（デラックス）
- AD-37　センチメンタルジャーニー　星野明日香
- AD-38　センチメンタルジャーニー　永倉えみる
- AD-39　センチメンタルジャーニー　遠藤晶
- AD-40　センチメンタルジャーニー　松岡千恵
- AD-41　センチメンタルジャーニー　森井夏穂
- AD-42　センチメンタルジャーニー　保坂美由紀
- AD-43　魔術師オーフェン　オーフェン （未発売？）
- AD-44　魔術師オーフェン　クリーオウ （未発売？）
- AD-45　彼氏彼女の事情　宮沢雪野（制服）
- AD-46　彼氏彼女の事情　有馬総一郎
- AD-47　彼氏彼女の事情　宮沢雪野（ジャージ）
- AD-48　まもって守護月天!　守護月天小璘
- AD-49　まもって守護月天!　星神離珠